# Rainer Schlichtmann
Rainer Schlichtmann (* 1953) ist ein deutscher Verwaltungsbeamter und Kommunalpolitiker.

## Werdegang
Nach seiner Lehre arbeitete Schlichtmann in der Gemeindeverwaltung und machte seinen Abschluss zum Diplom-Verwaltungswirt.
Bis 1983 arbeitete er bei der Samtgemeinde Am Dobrock und leitete dort das Bauamt. Von 1984 bis 1995 war Schlichtmann Gemeindedirektor von Bienenbüttel.
Seit 1995 arbeitet Schlichtmann für die Samtgemeinde Harsefeld. Nach seiner ersten Amtsperiode als Samtgemeindedirektor wurden die beiden Ämter hauptamtlicher Samtgemeindedirektor und Samtgemeindebürgermeister 2007 zum hauptamtlichen Samtgemeindebürgermeister fusioniert. Seine zweite Amtszeit trat Schlichtmann nach seiner Wahl am 22. April am 1. Oktober 2007 an.
Zusätzlich ist Schlichtmann seit 1995 Gemeindedirektor von Harsefeld und war dies 1996 bis 2011 auch von Ahlerstedt.

## Auszeichnungen
- Ehrenmedaille des Niedersächsischen Städte- und Gemeindebunds
- Ehrenmedaille des Fleckens Harsefeld

## Privates
Schlichtmann ist verheiratet und hat zwei Kinder. Er lebt in Harsefeld.